# Griffin Lake
Griffin Lake är en sjö i Kanada.   Den ligger i provinsen British Columbia, i den södra delen av landet, 3 200 km väster om huvudstaden Ottawa. Griffin Lake ligger 460 meter över havet. Arean är 0,65 kvadratkilometer. Den sträcker sig 1,7 kilometer i nord-sydlig riktning, och 1,2 kilometer i öst-västlig riktning.
I omgivningarna runt Griffin Lake växer i huvudsak barrskog. Runt Griffin Lake är det mycket glesbefolkat, med 2 invånare per kvadratkilometer.